# 六尺卫矛
六尺卫矛（学名：Euonymus bockii var. orgyalis）为卫矛科卫矛属下的一个变种。